# NGC 4322
NGC 4322 é uma estrela na direção da constelação de Coma Berenices. O objeto foi descoberto pelo astrônomo Wilhelm Tempel em 1882, usando um telescópio refrator com abertura de 11 polegadas. 